# Lucas Fernandes
Lucas Fernandes da Silva (São Bernardo do Campo, 20 de setembre de 1997), més conegut com a Lucas Fernandes és un futbolista brasiler que juga al São Paulo de migcampista ofensiu que guanyà la Copa Libertadores sub 20 el 2016.